# 6411 Tamaga
A 6411 Tamaga (ideiglenes jelöléssel 1993 TA) egy marsközeli kisbolygó. Robert H. McNaught fedezte fel 1993. október 8-án.